# Aleksandra Koliàsseva
Aleksandra Ivànovna Koliàsseva (en rus: Александра Ивановна Колясева; Ijevsk, 18 d'agost de 1968) és una exciclista russa. Es va proclamar campiona del món en Contrarellotge per equips el 1993 i el 1994 i campiona nacional en ruta el 1995.
La seva parella, Aleksei Sivakov, i el seu fill Pàvel, també s'han dedicat al ciclisme.

## Palmarès
- 1990
  - 1a a la Volta a Cuba i vencedora d'una etapa
- 1993
  -  Campiona del món en contrarellotge per equips (amb Olga Sokolova, Svetlana Bubnenkova i Valentina Polkhànova)
  - Vencedora d'una etapa al Gracia Tour
- 1994
  -  Campiona del món en contrarellotge per equips (amb Olga Sokolova, Svetlana Bubnenkova i Valentina Polkhànova)
- 1995
  -  Campiona de Rússia en ruta
- 1996
  - 1a al Tour de l'Aude[1]